# Daniel Gregory Mason
Daniel Gregory Mason (Brookline, 20 novembre 1873 – Greenwich, 4 dicembre 1953) è stato un compositore e critico musicale statunitense.

## Biografia
Mason veniva da una lunga lista di notevoli musicisti americani, incluso suo padre Henry Mason e suo nonno Lowell Mason.
Studiò sotto John Knowles Paine all'Harvard University dal 1891 al 1895 continuando i suoi studi con George Chadwick e Percy Goetschius. Nel 1894 pubblicò la propria Opus 1, una serie di valzer per pianoforte; da lì a poco scrivere musica divenne la sua occupazione principale. Divenne docente presso la Columbia University nel 1905, dove rimase fino al suo ritiro nel 1942. Qui si aggiudicò l'incarico di assistente professore nel 1910, assistendo Edward MacDowell fino al 1929. Divenne infine capo del dipartimento di musica (1929-1940). Dopo il 1907, Mason dedicò molto tempo alla composizione, studiando con Vincent D'Indy a Parigi nel 1913, ottenendo numerose lauree ad honorem e premi dalla Society for the Publication of American Music e dalla Juilliard Foundation. Tra i più cari amici del compositore vi era E.A. Robinson: i due si incontrarono a Cambridge nel 1899.

## Stile
Il linguaggio compositivo di Mason è interamente riconducibile al romanticismo musicale. Ammirò e rispettò profondamente i canoni compositivi austro-germanici del XIX secolo; tra i vari artisti prediligeva in particolare Brahms. Nonostante gli studi effettuati sotto D'Indy non era affatto incline all'Impressionismo musicale e ignorò del tutto il movimento modernista musicale del XX secolo. Mason cercò di accrescere l'influenza e il riguardo per la musica americana incorporando a volte motivi indigeni e popolari (come le canzoni della musica afro-americana o quella Spiritual) nelle sue partiture, anche evocando la sua appartenenza etnica attraverso titoli suggestivi che diede ai suoi lavori, benché non nutrisse intenzioni nazionaliste. Fu un compositore meticoloso, che revisionò spesso i suoi lavori.

## Lista delle composizioni maggiori

### Orchestrale
- Sinfonia nr.1, op.11, 1913–14
- Preludio e Fuga, op.12, pf, orch, 1914
- Sinfonia nr.2, op.30, 1928–9
- Suite after English Folksongs, op.32, 1933–4
- Sinfonia nr.3 Lincoln Symphony, op.35, 1935–6
- Preludio e Fuga, op.37, str, 1939
- Scrisse anche alcune musiche di scena, trascrizioni

### Vocale
- 4 Songs (M. Lord), op.4, 1v, pf, 1906
- 6 Love Songs (M.L. Mason), op.15, 1v, pf, 1914–15, arr. S, orch, 1935
- Russians (W. Bynner), song cycle, op.18, 1v, pf, 1915–17, arr. Bar, orch, 1915–17
- Songs of the Countryside (A.E. Housman), op.23, chorus, orch, 1923
- 5 Songs of Love and Life, op.36, 1v, pf, 1895–1922
- 3 (Nautical) Songs (W. Irwin), op.38, 1v, pf, 1941
- 2 Songs, op.41, Bar, pf, 1946–7
- Soldiers, song cycle, op.42, Bar, pf, 1948–9
- Scrisse anche ~50 songs senza numero d'opera
- Pezzi corali non accompagnati, opp.25, 29

### Musica da camera
- Sonata op.5, vn, pf, 1907–8
- Quartetto per pianoforte, op.7, 1909–11
- Pastorale op.8, vn, cl/va, pf, 1909–12
- 3 Pieces, op.13, fl, hp, str qt, 1911–12
- Sonata op.14, cl/vn, pf, 1912–15
- Intermezzo op.17, str qt, 1916
- String Quartet on Negro Themes, op.19, 1918–19
- Variazioni su un Tema di John Powell, str qt, 1924–5
- Divertimento op.26b, wind qnt, 1926
- Fanny Blair, folksong fantasy, op.28, str qt, 1927
- Serenade op.31, str qt, 1931
- Sentimental Sketches, pf trio, op.34
- Variations on a Quiet Theme, op.40, str qt, 1939

### Opere per Pianoforte
- Birthday Waltzes, op.1, pf, 1894
- Yankee Doodle, op.6, pf, c1911
- Passacaglia e Fuga op.10, org, 1912
- 2 Choral Preludes on Lowell Mason’s Tunes, op.39, organ, 1941
- Altri pezzi per pianoforte, opp.2, 3, 9, 16, 21, 33

## Scritti
Mason scrisse e collaborò a diciotto libri sulla musica, tra cui un'autobiografia e una serie di opere di critica musicale. Le sue analisi della musica da camera di Brahms e Beethoven furono riconosciute intuitive e perspicaci.
Nei suoi scritti più polemici attaccò la musica moderna, invitando i compositori americani a frenare la rincorsa dei modelli precedenti e trovare piuttosto uno stile personale. Criticò inoltre i direttori d'orchestra europei in America (come Toscanini), poiché nelle loro esibizioni concertistiche raramente eseguivano opere americane.

### Lista di libri
- From Grieg to Brahms (New York, 1902, 2/1927/R)
- Beethoven and his Forerunners (New York, 1904, 2/1930)
- The Romantic Composers (New York, 1906)
- The Orchestral Instruments (New York, 1908)
- A Child's Guide to Music (New York, 1909)
- A Neglected Sense in Piano Playing (New York, 1912)
- Contemporary Composers (New York, 1918)
- Short Studies of Great Masterpieces (New York, 1918)
- Music as a Humanity (New York, 1920)
- From Song to Symphony (New York, 1924)
- Artistic Ideals (New York, 1925)
- The Chamber Music of Brahms (New York, 1928/R)
- The Dilemma of American Music and Other Essays (New York, 1928)
- Tune in, America (New York, 1928/R)
- Music in my Time, and Other Reminiscences (New York, 1938)
- The Quartets of Beethoven (New York, 1947)